# Jéssica Pereira
Jéssica Pereira (ur. 12 września 1994) – brazylijska judoczka.
Piąta na mistrzostwach świata w 2018. Startowała w Pucharze Świata w latach 2012, 2014–2017, 2021 i 2023. Złota medalistka igrzysk Ameryki Południowej w 2014. Zdobyła sześć medali mistrzostw panamerykańskich w latach 2017 - 2025. Wygrała wojskowe MŚ w 2018 roku.